# Splanchnonema argus
Splanchnonema argus är en svampart som tillhör divisionen sporsäcksvampar, och som först beskrevs av Miles Joseph Berkeley och Christopher Edmund Broome, och fick sitt nu gällande namn av Carl Ernst Otto Kuntze. Splanchnonema argus ingår i släktet Splanchnonema, och familjen Pleomassariaceae. Arten är reproducerande i Sverige.